# 14606 Hifleischer
14606 Hifleischer este un asteroid din centura principală de asteroizi.

## Descriere
14606 Hifleischer este un asteroid din centura principală de asteroizi. A fost descoperit pe 26 septembrie 1998 la Socorro, New Mexico, în cadrul proiectului LINEAR. Asteroidul prezintă o orbită caracterizată de o semiaxă mare de 2,40 ua, o excentricitate de 0,13 și o înclinație de 6,4° în raport cu ecliptica.